# Teperivka, Derajnea
Teperivka (în ucraineană Теперівка) este un sat în comuna Șpîciînți din raionul Derajnea, regiunea Hmelnîțkîi, Ucraina.

## Demografie
Componența lingvistică a localității Teperivka
     Ucraineană (99,44%)
     Alte limbi (0,56%)
Conform recensământului din 2001, majoritatea populației localității Teperivka era vorbitoare de ucraineană (99,44%), existând în minoritate și vorbitori de alte limbi.